# 州西駅
州西駅（チュソえき）は朝鮮民主主義人民共和国咸鏡南道咸州郡に位置する朝鮮民主主義人民共和国鉄道省平羅線の駅である。

## 歴史
- 日時不明：開業。